# Se mai ti stancassi di me
Se mai ti stancassi di me è l'album di debutto di Laura Luca. È stato pubblicato dalla Dischi Ricordi nel 1979.

## Tracce
1. Inutilmente tu
2. Mani su di me (Morning Morgantown)
3. La tenerezza
4. A che serve cantare
5. Se mai ti stancassi (Here, There and Everywhere)
6. Ragazzo fragile
7. Mezza mela
8. Non Elisa
9. Io con te per vivere
10. Vento nel vento
11. Domani domani